# Ист Лејк-Оријент Парк (Флорида)
Ист Лејк-Оријент Парк (енгл. East Lake-Orient Park) насељено је место без административног статуса у америчкој савезној држави Флорида.

## Демографија
По попису из 2010. године број становника је 22.753, што је 17.05 (299,0%) становника више него 2000. године.
| Група             | 2000.         | 2010.         |
| Белци             | 3.249 (57,0%) | 7.948 (34,9%) |
| Афроамериканци    | 1.607 (28,2%) | 9.965 (43,8%) |
| Азијати           | 35 (0,6%)     | 639 (2,8%)    |
| Хиспаноамериканци | 682 (12,0%)   | 3.916 (17,2%) |
| Укупно            | 5.703         | 22.753        |